# Отворено првенство Катара за мушкарце 1993.
Отворено првенство Катара за мушкарце 1993 (познат и под називом Qatar ExxonMobil Open 1993) је био тениски турнир који је припадао АТП Светској серији у сезони 1993. То је било прво издање турнира који се одржао на комплексу у Дохи у Катару од 4. јануара 1993. — 11. јануара 1993. на тврдој подлози.

## Носиоци
| Држава | Играч            | Позиција1 | Носилац |
| ------ | ---------------- | --------- | ------- |
| ШВЕ    | Стефан Едберг    | 2         | 1       |
| ХРВ    | Горан Иванишевић | 4         | 2       |
| НЕМ    | Борис Бекер      | 5         | 3       |
| РУС    | Андреј Черкасов  | 30        | 4       |
| ШВА    | Марк Росе        | 35        | 5       |
| ШПА    | Хавијер Санчез   | 41        | 6       |
| ХОЛ    | Јан Симеринк     | 57        | 7       |
| ШПА    | Томас Карбонел   | 65        | 8       |

- 1 Позиције од 28. децембра 1992.[1]

### Други учесници
Следећи играчи су добили специјалну позивницу за учешће у појединачној конкуренцији:
- Андреј Меринов
- Андреј Ољховски
- Виџај Амритраж

Следећи играчи су ушли на турнир кроз квалификације:
- Јевгениј Кафељников
- Марфи Џенсен
- Јунес ел Ајнауи
- Хендрик Јан Давидс

## Носиоци у конкуренцији парова
| Држава | Играч              | Држава | Играч          | Носиоци |
| ------ | ------------------ | ------ | -------------- | ------- |
| ЗИМ    | Бајрон Блек        | АУС    | Сандон Стол    | 1       |
| N/A    | N/A                | N/A    | N/A            | 2       |
| ХОЛ    | Хендрик Јан Давидс | БЕЛ    | Либор Пимек    | 3       |
| ИТА    | Дијего Наргизо     | ШПА    | Хавијер Санчез | 4       |

## Шампиони

### Појединачно
Борис Бекер је победио  Горана Иванишевића са 7:6 (7:4), 4:6, 7:5, .
- Бекеру је то била прва (од две) титуле у сезони и 37-ма (од 49) у каријери.

### Парови
Борис Бекер /  Патрик Кинен су победили  Шелбија Канона /  Скота Мелвила са 6:2, 6:4.
- Бекеру је то била једина титула те сезоне и 14-та (од 15) у каријери.
- Кинену је то била једина титула те сезоне и трећа (од три) у каријери.